# Vallenato
Vallenato ist neben der Cumbia eine an der Atlantikküste Kolumbiens vorherrschende Musikform, die ursprünglich von einem Ensemble aus Akkordeon, einer doppelköpfigen Trommel (Caja) und Güira gespielt wurde.
Ursprünglich bedeutet Vallenato „Der im Tal Geborene“, wobei das Tal zwischen dem Pico Cristóbal Colón und der Sierra de Perijá im Nordosten Kolumbiens gemeint ist.
Jedes Jahr im Frühling findet in Valledupar das Festival de la Leyenda Vallenata statt, bei dem die besten Interpreten zum „Rey Vallenato“ gewählt werden.
Zu den auf nationaler und lateinamerikanischer Ebene bekanntesten Musikern dieser Musikrichtung gehören u. a. Diomedes Díaz, Rafael Orozco Maestre, Jorge Oñate und Lisandro Meza. Der Grammy-Gewinner Jorge Celedón hat dem Vallenato auch zu internationaler Anerkennung verholfen.
Der kolumbianische Film Los Viajes del Viento befasst sich mit dem Vallenato und einer mit den Ursprüngen der Musik verknüpften Legende.